# آذرخش (آلبوم)
آذرخش (انگلیسی: Lightning Bolt) دهمین آلبوم استودیویی گروه راک آمریکایی پرل جم است. این آلبوم توسط برندن اوبراین، همکار دیرینهٔ پرل جم، تهیه‌کنندگی شده و در ۱۵ اکتبر ۲۰۱۳ از طریق شرکت مانکی‌رنچ رکوردز، متعلق به خود گروه، در ایالات متحده منتشر شد. انتشار بین‌المللی آلبوم نیز یک روز زودتر و توسط شرکت ریپابلیک رکوردز انجام گرفت. اعضای گروه از سال ۲۰۱۱ به ساخت قطعات جدید پرداختند و اولین جلسات ضبط آلبوم اوایل سال ۲۰۱۲ برگزار شد، اما پس از آن تصمیم گرفتند استراحتی کنند. پس از آنکه هر یک از اعضا به پروژه‌های جانبی خود پرداختند، کار روی آلبوم آذرخش از مارس ۲۰۱۳ دوباره آغاز شد. موسیقی این آلبوم صدایی سخت‌تر و راک‌تر با قطعات بلندتر نسبت به آلبوم قبلی‌شان، Backspacer‏ (۲۰۰۹)، دارد و اشعار آن احساسات خوانندهٔ گروه، ادی ودر، را دربارهٔ پیر شدن و فناپذیری به تصویر می‌کشد.
آذرخش با کمپینی تبلیغاتی که بر وبگاه پرل جم و پروفایل‌های شبکه‌های اجتماعی آن‌ها متمرکز بود و همچنین دو تک‌آهنگ نسبتاً موفق «مراقب رفتارت باش)» و «آژیرها» پیش برده شد. این آلبوم با استقبال خوبی از سوی منتقدان مواجه شد که آن را بازگشتی مؤثر به صدای کلاسیک گروه دانستند و در صدر جدول‌های فروش در ایالات متحده، کانادا و استرالیا قرار گرفت. در نهایت، آذرخش تنها آلبوم استودیویی پرل جم با آثار اصلی است که در دههٔ ۲۰۱۰ منتشر شده است (زیرا آلبوم قبلی آن‌ها، Backspacer، در سال ۲۰۰۹ و آلبوم بعدی‌شان، Gigaton، در سال ۲۰۲۰ منتشر شده‌اند).